# Митарства
Митарства су нека врста царинарница на које душа након смрти наилази на свом уздизању ка Богу. На сваком митарству стоје зли духови који од душе траже откуп за одређену врсту греха, да би та душа могла даље да настави пут. Ово веровање је карактеристично за Православну цркву, међу неким православним светитељима и верницима.
Доживљај проласка кроз митарства подсећа на вантелесна искуства, феномен заједнички за разне традиције и епохе.

## Назив
Јустин Поповић налази термину митарства јеврејско порекло - да су митари код јевреја била лица - цариници тј. публикани, одређени од Римљана да наплаћују порез. Митари су се надметали за право да убирају порез и плаћали су Риму унапред, да би стекли право над опорезивањем неке територије. Како је сав профит ишао у њихову корист, а постојао је и ризик да опорезивањем не поврате оно што су већ уложили, били су веома ревносни у свом послу и зато веома омражени у друштву.

## Развој учења
Суштина учења о митарствима је у речима светог Кирила Александријског (444. год.) о исходу душе: након изласка из тела, пред душу ће стати две војске, демонска и небеска. Демони ће изобличавати сва човекова дела, тражећи у њима све што је наопако, а душа ће у страху тражити заштиту анђела. Али и под окриљем анђела, душа ће се успињати до других митарстава, са новим препрекама, где ће полагати рачун за своје грехе, које ће анђели искупљивати наводећи добра дела и врлине. Ако не успе, души се ускраћује слава Божија (Ис. 26,10) и она одлази у пакао. Ако прође митарства, душа одлази у Царство небеско.
Затим је преподобна Теодора цариградска након своје смрти (940. г.) поручила Григорију, ученику пр. Василија Новог, да постоји 20 ваздушних митарстава. Григорије је упорно тражио од Василија да му открије шта се са Теодором десило након њене смрти и у сну му је то откривено. Од овог догађаја заживљава идеја о царинарницама.
Систематски се митарствима почео бавити св. Игњатије Брјанчанинов (1807—1867) а наставио св. Јован Шангајски (1896—1966). Затим њихово учење наставља и објављује отац Серафим Роуз (1934—1982), чији се рад највише ослања на егзегезу и учење владике Брјанчанинова.

## Списак митарстава
1. Митарство празнословља
2. Митарство лажи
3. Митарство осуђивања и клевете
4. Митарство стомакоугађања
5. Митарство лењости
6. Митарство крађе
7. Митарство среброљубља и тврдичлука
8. Митарство лихварења
9. Митарство неправде
10. Митарство зависти
11. Митарство гордости
12. Митарство гнева и јарости
13. Митарство злопамћења
14. Митарство убиства
15. Митарство чарања
16. Митарство блуда
17. Митарство прељубе
18. Митарство содомије
19. Митарство јереси
20. Митарство немилосрђа

## Митарства данас
Митарстава нема у православној догматици, о њима се не учи, нити се помињу на Богословском факултету, нити на веронауци.
Иако митарства немају теолошку основу, неки савремени духовници и теолози прихватају ово учење. У Србији су најпознатији Серафим Роуз (Душа после смрти, 1995.) и Владика Николај Велимировић. Владика Николај је Теодорино искуство представио у лирском облику, у "Духовној лири". Поред тога, Николај о митарствима пише и у књижици "Да ли душа постоји", где наводи искуства изласка из тела обичних људи из наших крајева, као што су: Пећ, Богдање, Дубље, Пожаревац итд.
Међу православнима у Северној Америци није постојала никаква збрка око митарстава, све до појаве Ефраимског покрета, врсте Месијанског јудаизма, шездесетих година двадесетог века. Сада тамо има свештеника који на сахранама говоре верницима да се требају молити за пролаз мртвих кроз ваздушне царине.

## Критика учења
Један од библијских аргумената за митарства су речи апостола Павла: 
"Јер не ратујемо против крви и тијела, него против поглаварства, и власти, и господара таме овога свијета, против духова злобе у поднебесју. Зато узмите свеоружје Божије, да бисте се могли одупријети у зли дан, и одољевши свему, одржати се." (Еф. 6:12-13) Православље тек треба да изађе са јасно дефинисаним догматским ставом о митарствима.
Митарства нису усвојена ни на једном од црквених сабора. У околности да су митарства заживела баш код православних можда удео има и раскол 1054. г. и православно непризнавање сабора који следе након првих седам васељенских. На тим каснијим саборима, Римокатоличка Црква је усвајала декрете који не остављају могућност за развој учења о митарствима, па је тиме имала канонску основу да митарства јасно препозна као јерес. Декретом о источном греху (Тридент, 1546.)закључује да је човек сам беспомоћан да се избави од власти ђавола. Тиме се потврђује неопходност Христоса у савладавању греха и злих духова. Приче о митарствима упадљиво избегавају Христоса, а фаворизују анђеле као помоћнике на путу. Учењем о митарствима Исус је маргинализован, јер је из овог учења јасно да особа својим праведним животом може избећи опасност и без препрека стићи до Бога, па је Исус практично непотребан. Ово је један од разлога зашто неки сматрају да су митарства један од утицаја паганизма на Цркву. Тридентски сабор (Декрет о оправдању, 1547) доноси закључак да се нико, па "нити Жидови по самом слову Мојсијевог закона" не може спасити без Христоса. Дакле, дела човекова су значајна, али нису пресудна за спасење онолико колико то произилази из учења о митарствима. Божије свеоружје из посланице Ефесцима не треба тумачити као наша дела са којима се треба борити, већ као Божију реч (Еф.6:17) и Христоса који је једини спаситељ.
Митарства се тешко могу спојити са хришћанском теологијом и зато што наговештавају да свако грешно дело даје адекватну реакцију, што подсећа на хиндуистички принцип карме, где свако дело носи добру или лошу последицу, која мора да се "одради" на овом свету, где се лоша карма откупљује добром кармом. Ова идеја са собом повлачи и концепт реинкарнације, а обе ове идеје су неспојиве са хришћанством.
Најбољи аргуменат против митарстава је чињеница да се у Светом писму не помињу ни директно ни индиректно. Отац Пол О’Калахан каже да "у Писму нема назнака да постоје ваздушне царине. Заправо, није довољно само рећи да нема помена о таквом учењу. Теорија о митарствима је у сукобу са самом природом хришћанске наде у загробни живот. Не можемо имати апостолски став радосног ишчекивања заједнице са Господом, ако постоји могућност да нам "у висинама суде господари зла". Брига хришћана је стати пред суд Христов. Библија никако не говори да ће нам судити пали анђели".
Митарства су постала популарна тек од десетог века, након смрти Теодоре, што значи да се до тада Црква сасвим добро сналазила и без њих. И сам начин објаве, након смрти, након усрдног захтевања, у сну, изазива подозрење Цркве и неспремност да се позабави тако неозбиљном објавом.
Отац Мајкл Азкул каже да се отац Серафим Роуз поиграва са очигледним смислом Светог Писма.
Курт Рудолф у митарствима препознаје утицај гностичких учења из другог и трећег века.
Отац Стивен Саларис наводи да Успење Богородице служи као побијање јереси о царинарницама. Цитира Мајкла Цичлиса: да је вековни развој празновања Успења Богородице конкурентан развоју теорије о митарствима и да је чак можда служио да побије учење о митарствима.
У књизи "Богородица и царинарнице", Аднан Трабулси каже се идеја о царинарницама може наћи још у четвром веку, у неким гностичким и историјским документима. Тих неколико докумената се приписује Оцима Цркве, али се показало да су или псеудоепиграфски или су фалсификати. Заговорници митарстава заснивају своје учење на аутентичности таквих докумената.